# Saint-Blaise, Neuchâtel

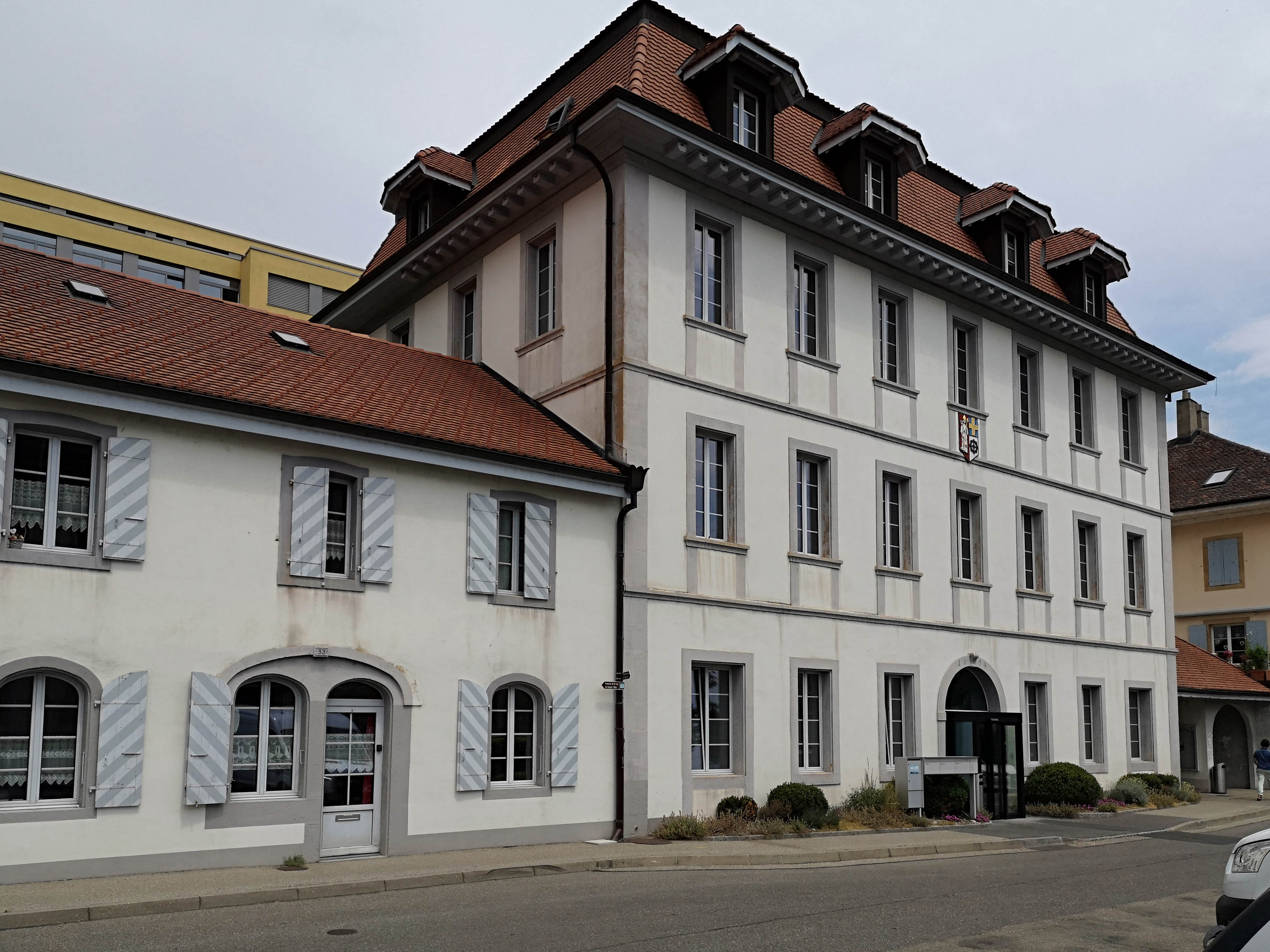
Tidigare kommunhus i Saint-Blaise.

Saint-Blaise (äldre tyskt namn: Sankt Blasien) är en ort i kommunen Laténa i kantonen Neuchâtel i Schweiz. Den ligger vid Neuchâtelsjön, cirka 5 kilometer nordost om Neuchâtel. Orten har 3 275 invånare (2023).
Orten var före den 1 januari 2025 en egen kommun, men slogs då samman med kommunerna Enges, Hauterive och La Tène till den nya kommunen Laténa.